# Дитрих III/V (Клеве)
Дитрих III/V (на немски: Dietrich III/V, * между 1160 и 1170, † най-късно 1202) е от 1173 до 1193 г. граф на Клеве.
Той е първият син на граф Дитрих II/IV († 1172) и Аделхайд фон Зулцбах († 1189).
При смъртта на баща му през 1172 г. той е още дете. През 1182 г. той се жени за Маргарета от Холандия († след 1203) от род Герулфинги, дъщеря на граф Флоренс III от Холандия и Аделхайд (Ада) фон Хантингдон (* 1139, † 1206). Двамата имат син:
- Дитрих IV/VI фон Клеве (* 1185, † 1260), наследява баща си като граф на Клеве.

По несигурен източник Дитрих III/V участва през 1198 г. при основаването на Немския рицарски орден в Акон. Вероятно той умира в Светите земи.